# Jenkinidae
Jenkinidae é uma família de esponjas marinhas da ordem Leucosolenida.

## Gêneros
- Anamixilla Poléjaeff, 1883
- Breitfussia Borojevic, Boury-Esnault e Vacelet, 2000
- Jenkina Brøndsted, 1931
- Leucascandra Borojevic e Klautau, 2000
- Polejaevia Borojevic, Boury-Esnault e Vacelet, 2000
- Uteopsis Dendy e Row, 1913